# Sotsha Dlamini
Pour les articles homonymes, voir Dlamini.
Sotsha Ernest Dlamini, né le 27 mai 1940 à Mankayane et mort le 7 février 2017 à Mbabane, est un homme d'État swazilandais, Premier ministre du 6 octobre 1986 au 12 juillet 1989.

## Biographie
Sotsha Dlamini est né à Mankayane. Il est devenu Premier ministre après avoir été nommé par la reine régente Dzeliwe en 1986. Il a remplacé Bhekimpi Dlamini, qui a démissionné en 1986. Dlamini a été Premier ministre alors que les tensions de l'apartheid augmentaient.
Dlamini est décédé le 7 février 2017, à 76 ans, des suites d'une chute dans un hôpital de Mbabane, au Swaziland.